# Бро (культура)
Бро (англ. Bro) — сленгове слово, що означає «брат» або «братик». «Бро» запозичене з англійської мови і походить від слова «брат» (англ. brother). Залежно від контексту, в якому слово вживається, значення може бути різним. Зазвичай людина звертається до іншої людини «бро», якщо перебуває з нею у дружніх стосунках або ставиться до неї доброзичливо, як до свого брата.

## Етимологія та історія
«Бро» — скорочена форма англійського слова «брат» (англ. brother), почало приймати несімейної конотації в XX столітті. Спочатку слово вживалося стосовно до іншої людини чоловічої статі як синонім слів англ. guy або англ. fellow. У 1970-х роках «Бро» еволюціонувало й уживалося стосовно до іншої людини чоловічої статі, що є другом або приятелем. Нині слово здебільшого вживають одне до одного молоді люди, незалежно від статі, які перебувають у дружніх стосунках.